# Mingei
Le mouvement Mingei (民芸運動, Mingei undō, lit. « mouvement de l'art populaire ») est un mouvement artistique japonais, principalement de poterie et de céramique, possiblement inspiré par le mouvement anglais Arts and Crafts[réf. nécessaire]. En effet, le fondateur du mouvement Mingei se défendait fermement d'avoir été inspiré par les idées de William Morris. Le nationalisme exacerbé lié à ce type de courant accentuant ce rejet de toute influence étrangère, il est difficile de mesurer exactement ce que le mouvement Mingei doit réellement au mouvement anglais Arts and Crafts.

## Historique
Créé en 1925 au Japon pour la revalorisation d'un artisanat issu d'une longue tradition, son style est lui aussi une réaction à l'urbanisme grandissant, prônant le réveil des traditions et la beauté dans les objets de tous les jours, fabriqués en céramique, en bois, en laque, en ferronnerie, en vannerie et en textile.
Ses trois premiers maîtres furent le philosophe Sōetsu Yanagi (柳宗悦, Yanagi Muneyoshi), qui réaffirmait la valeur de l'artisanat traditionnel japonais, et les potiers et céramistes Shoji Hamada et Kanjirō Kawai (河井寛次郎, Kawai Kanjirō). Par la suite, le céramiste anglais Bernard Leach, le graveur sur bois Shikō Munakata (棟方志功, Munakata Shikō) et le peintre sur tissu Keisuke Serizawa (芹沢銈介, Serizawa Keisuke) rejoignirent le mouvement.

Dans L'Idée du Mingei (1933), Sōetsu Yanagi définit ainsi le mouvement : 

« Il doit être modeste mais non de pacotille, bon marché mais non fragile. La malhonnêteté, la perversité, le luxe, voilà ce que les objets Mingei doivent au plus haut point éviter : ce qui est naturel, sincère, sûr, simple, telles sont les caractéristiques du Mingei. »

Yanagi fut grandement inspiré par les poteries coréennes, particulièrement celles de la dynastie Yi, à la suite de plusieurs séjours en Corée. Il convient également de préciser, comme le rappelle l'historien de l'art Michael Lucken, déplorant du même coup la méconnaissance en France à ce sujet, que le mouvement Mingei se situe dans le prolongement de l’« extraordinaire aventure humaine et intellectuelle » que constitua la publication de la revue Shirakaba à laquelle Yanagi Sōetsu prit une part active de même qu'il en subit fortement l'influence. Il fondera en 1936 le musée de l'Art populaire japonais (日本民藝館, Nihon mingei-kan) à Komaba dans l'arrondissement de Meguro à Tokyo, avant que ses idées ne deviennent finalement populaires dans les années 1950. Il inspira également Isamu Noguchi, la Française Charlotte Perriand, et bien sûr son fils, Sōri Yanagi (柳宗理, Yanagi Sōri).

## Exemples

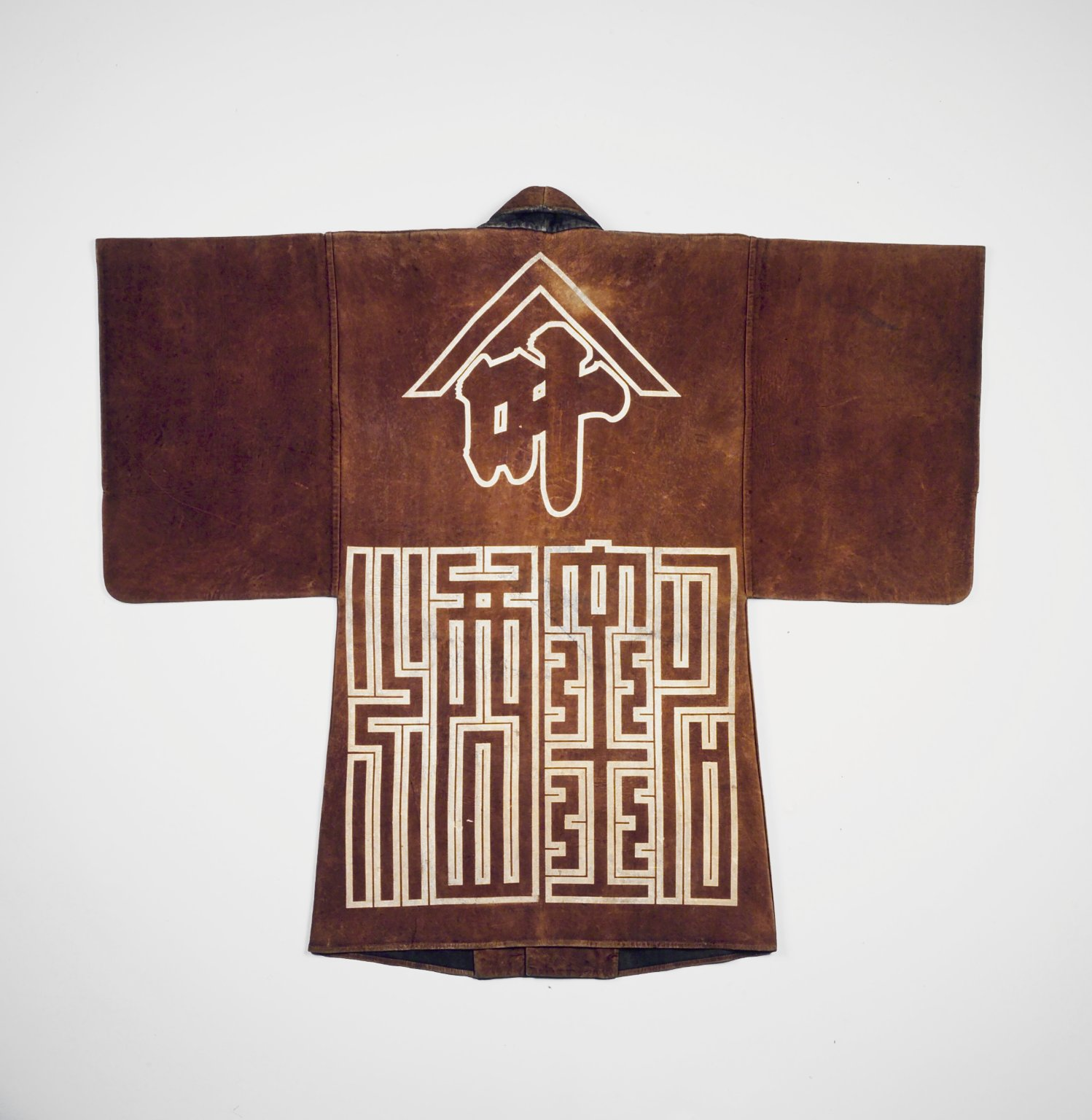
Tenue de pompier en cuir, fin XIXe siècle, Brooklyn Museum.
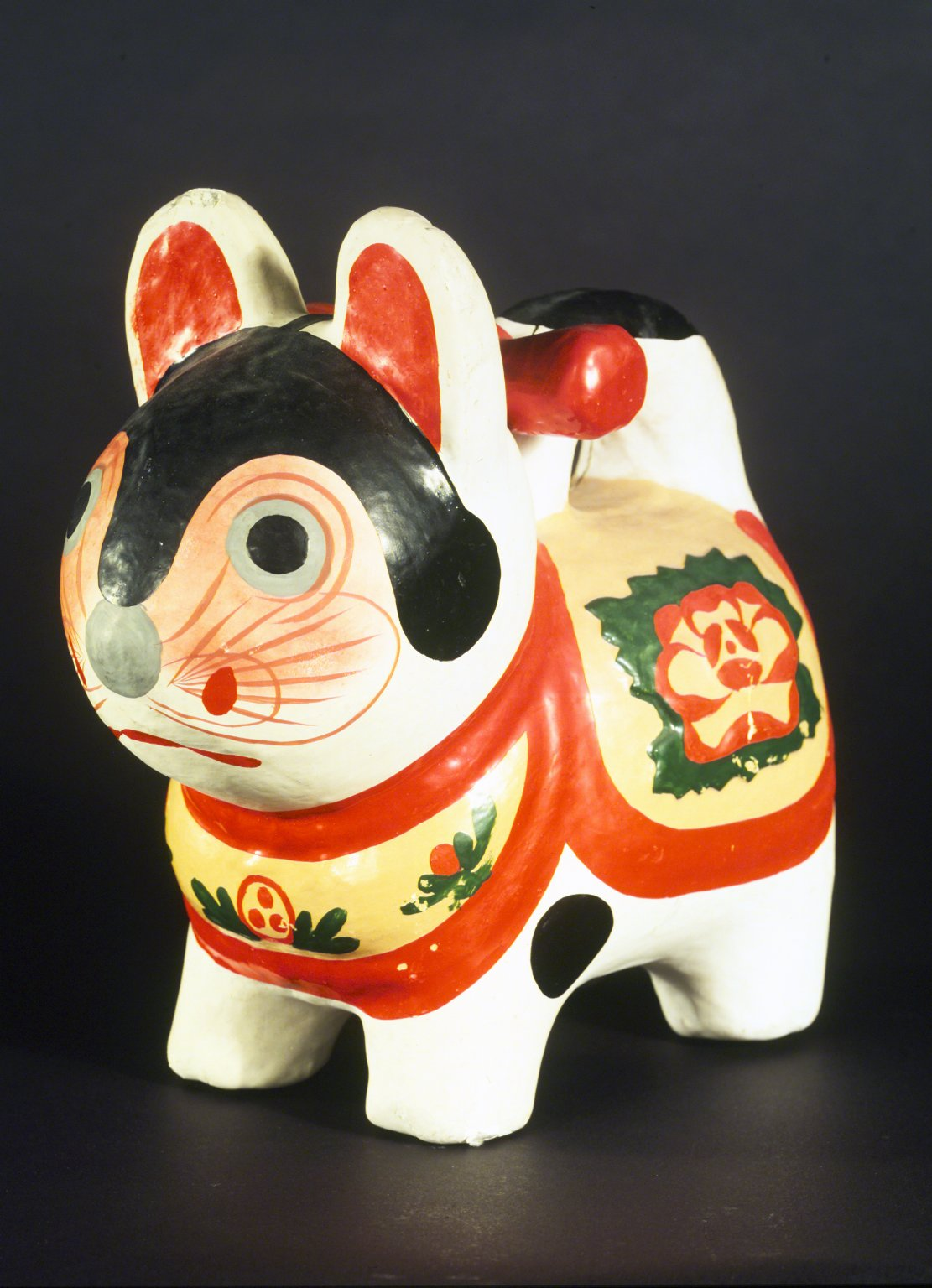
Inu-hariko, jouet en papier mâché, vers 1950, Brooklyn Museum.
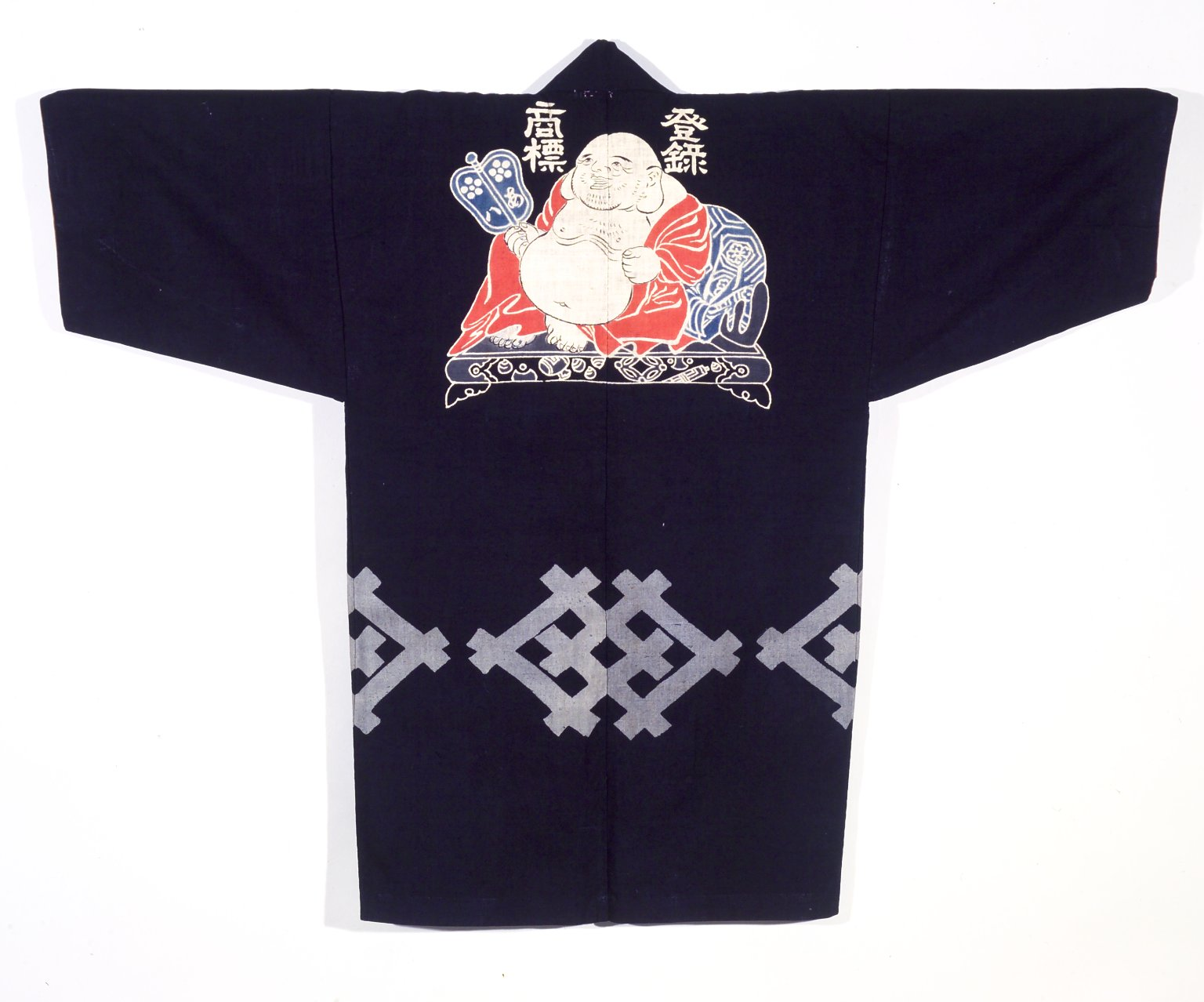
Tenue de travail (happi), fin XIXe, début XXe siècle, Brooklyn Museum.
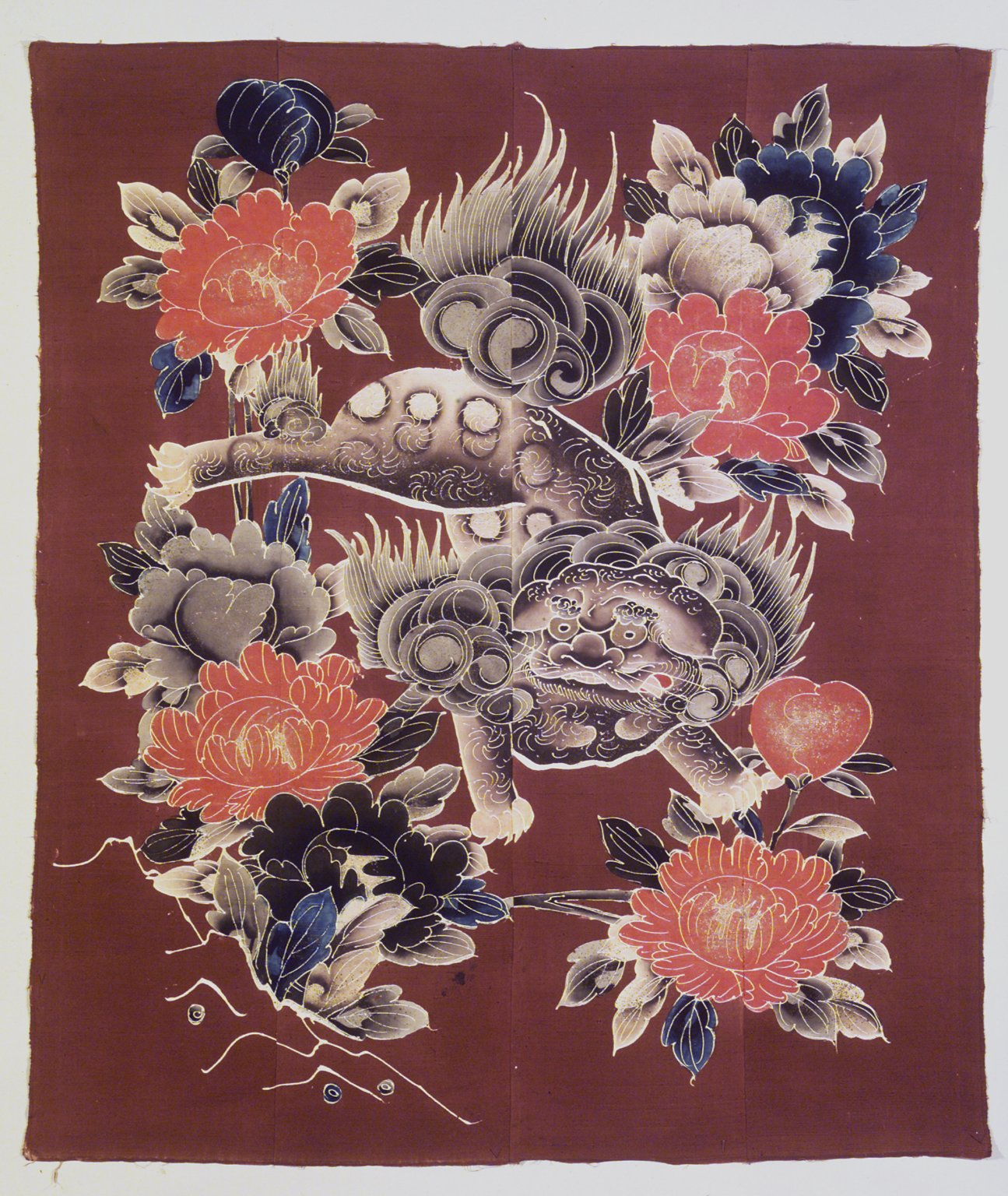
Futon-gawa (housse de futon), début XIXe siècle, Brooklyn Museum.
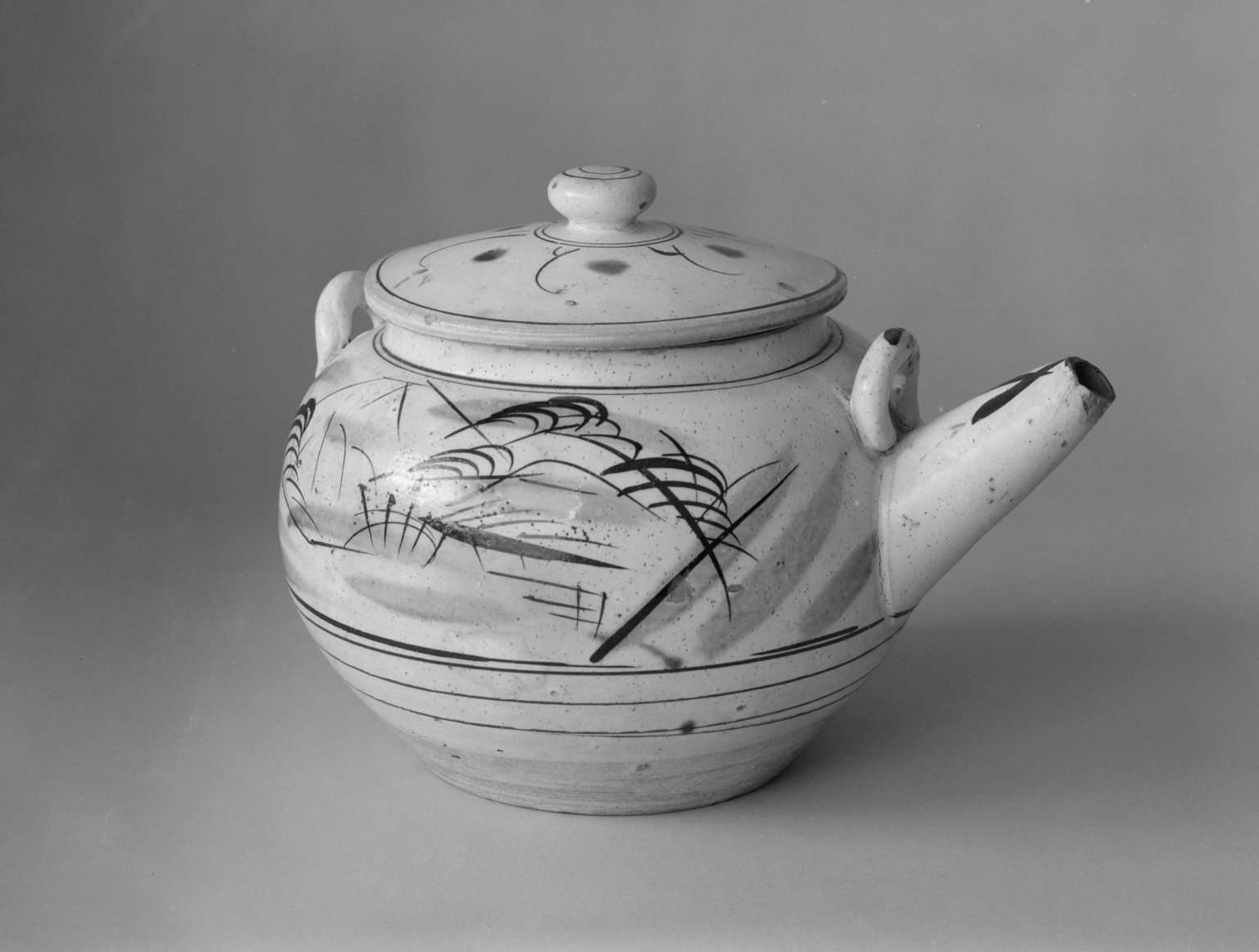
Ko-mashiko ware mado-e dobin (théière), vers 1915-1935, Brooklyn Museum.
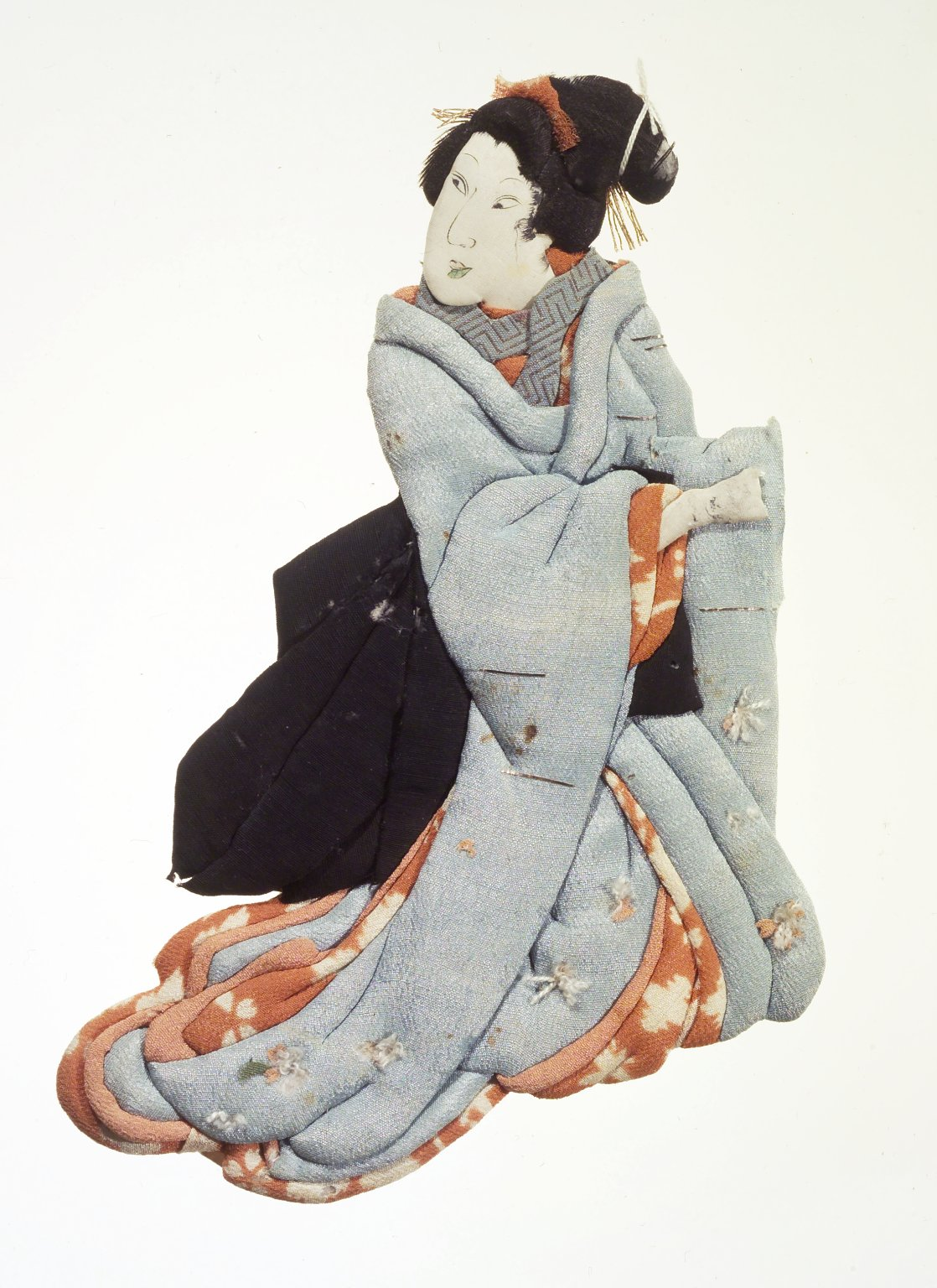
Oshi-e (estampe en découpes de tissus) représentant une geisha, XIXe siècle, Brooklyn Museum.

## Exposition temporaire 2021
Une exposition temporaire, « Simplicité japonaise », ayant pour thème le mouvement Mingei était visible à l'occasion de la réouverture du musée Guimet le 19 mai et jusqu'au 14 juin 2021. Une visite virtuelle et un texte cartel pédagogique étaient accessibles en ligne,.